# Sanggrahan (Prambanan)
Sanggrahan is een bestuurslaag in het regentschap Klaten van de provincie Midden-Java, Indonesië. Sanggrahan telt 2076 inwoners (volkstelling 2010).